# Simulium antenusi
Simulium antenusi es una especie de insecto del género Simulium, familia Simuliidae, orden Diptera.
Fue descrita científicamente por Lane & Porto, 1940.